# Ангелікі Хадзіміхалі

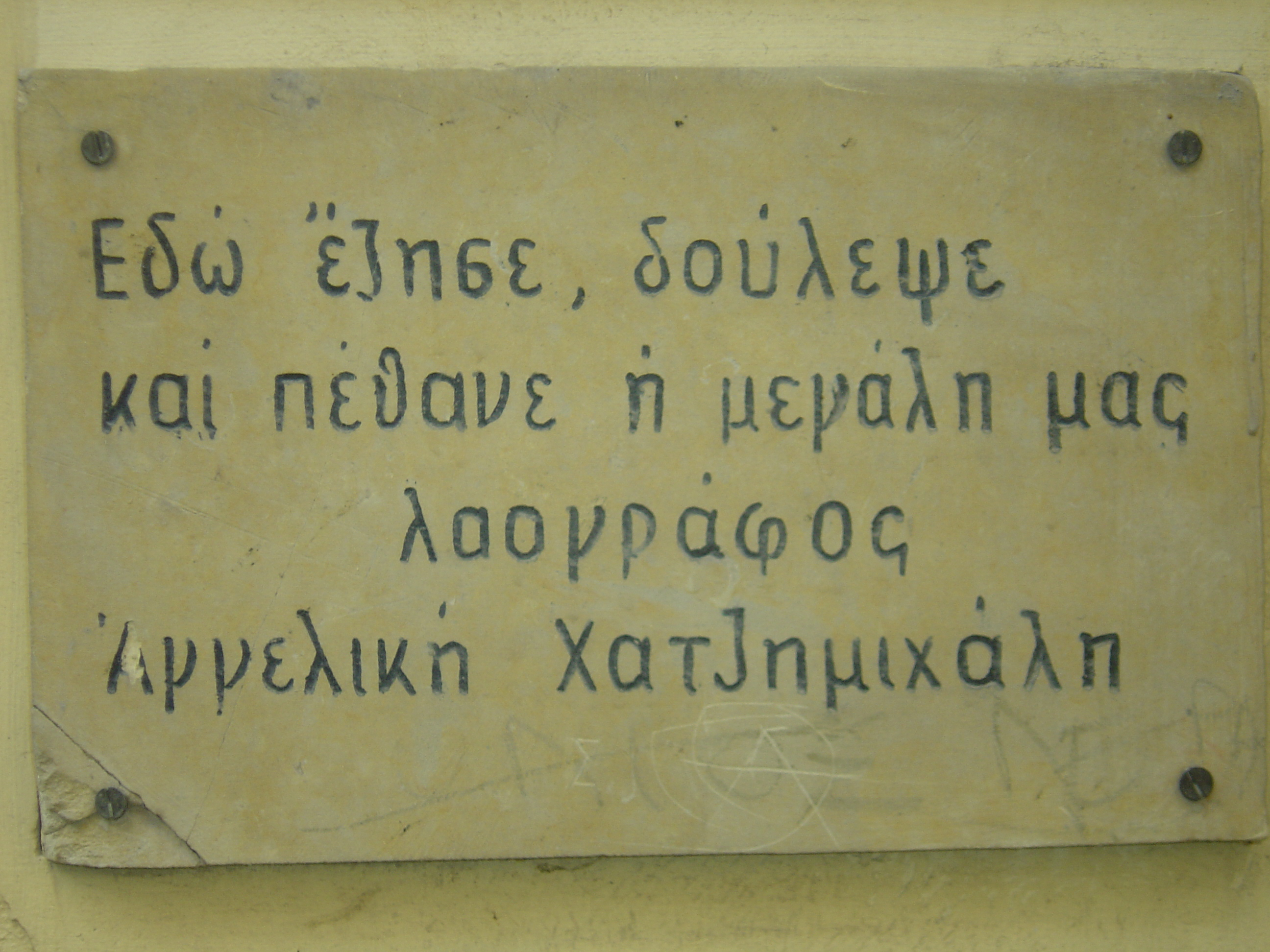
Пам'ятна дошка на будинку Анжелікі Хадзіміхалі

Анжелікі Хадзіміхалі (гр. Αγγελική Χατζημιχάλη, Angelikí̱ Chatzīmichálī ; 1895, Афіни — 1965) — грецька історикиня, фольклористка та художниця.

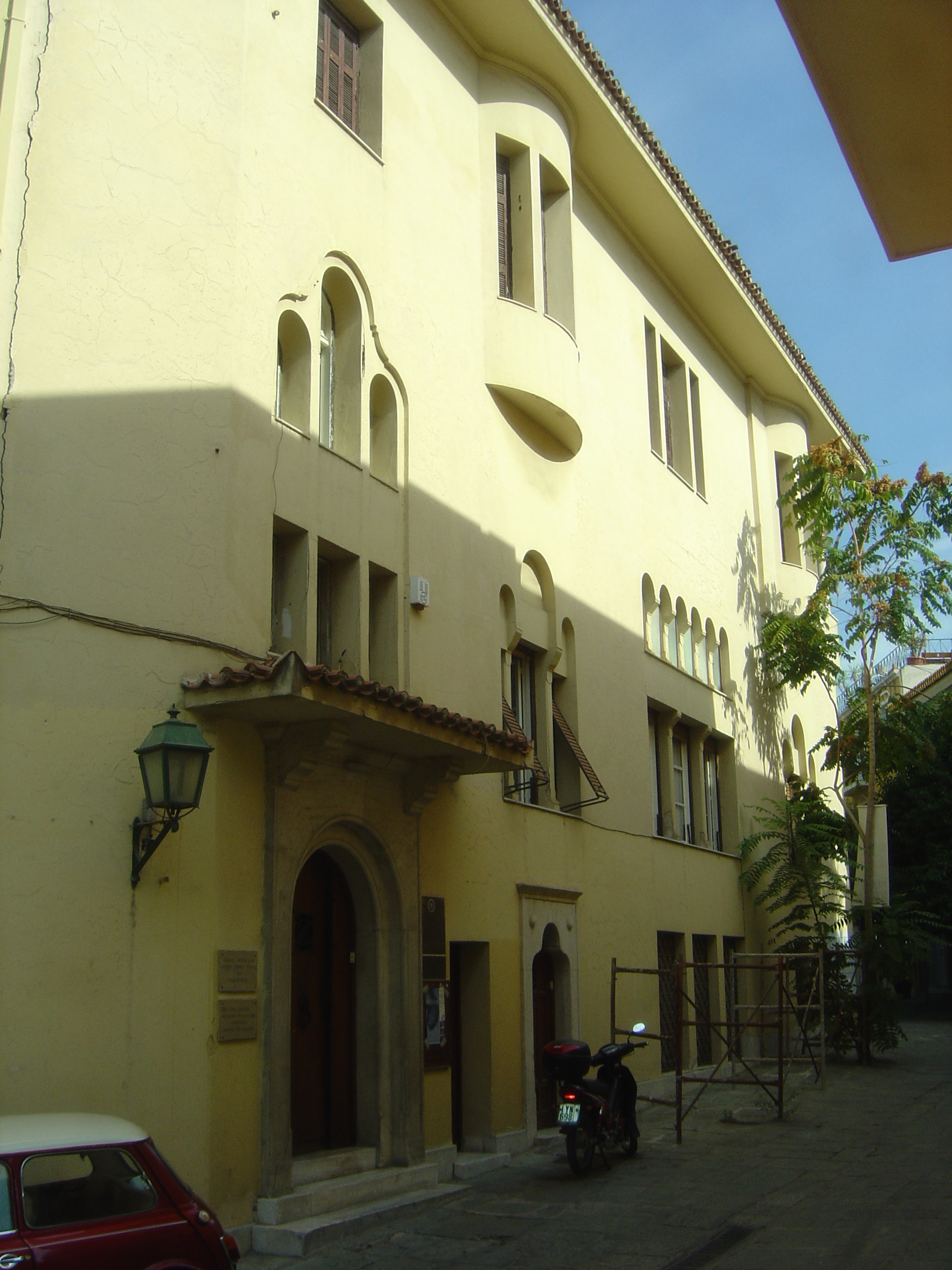
Будинок Анжеліки Чадзімічалі в районі Плака в Афінах, де зараз розташований музей

Виросла в Афінах, в районі Плака, де її батько Коливас був журналістом і колекціонером візантійських ікон. Частина його колекції наразі виставлена у Візантійському музеї Афін як «Колекції Ловерду». Мати Бурнія походила зі Скіросу і прищепила Анжеліці захоплення батьківщиною. 
У недовгому шлюбі з Глісто народила дочку Герсе. Одружилася з Платоном Хадзіміхалі, народила сина Нікоса Хадзіміхалі (став архітектором).
Анжелікі Хадзіміхалі присвятила своє професійне життя вивченню історії візантійського живопису та сучасного грецького народного мистецтва. Вона збирала та врятувала від знищення якомога більше елементів грецького народного мистецтва та проводила дослідження на острові Родос, окупованому Італією, і на Анафі. Вона регулярно відвідувала Македонію та Епір, де проводила дослідження місцевого фольклору. 
Разом з Нікосом Казанзакісом, Ангелосом Сікеліаносом і Костісом Паламасом організувала Дельфійський фестиваль у 1927 році. У тому ж році організувала виставку грецького фольклору в Парижі. Через рік народне мистецтво Греції було представлено на міжнародноій ярмарці в Салоніках. У 1930 році відбувся другий Дельфійський фестиваль, у цей період Хадзіміхалі почала складати звіти, узагальнюючи прогрес у поширенні та захисті грецького народного мистецтва. У 1937 році було засновано перше об'єднання грецьких майстрів, а через рік у «Грецькому домі» — перше професійно-технічне училище з викладанням грецьких народних ремесел. У 1957 році об'єднання майстрів було визнано державною організацією. Анжелікі Хадзіміхалі підготувала документацію, листи, колонки щодо створення умов для навчання та поширення народного мистецтва та його застосування в сучасних ремеслах, живописі та скульптурі.
Померла у березні 1965 року. За її побажанням у будинку в районі Плака, де вона жила, було створено Центр народного мистецтва та традицій, який включає музей з вивчення грецького фольклору та періодичні виставки народного мистецтва.